# Mokka-Milch-Eisbar

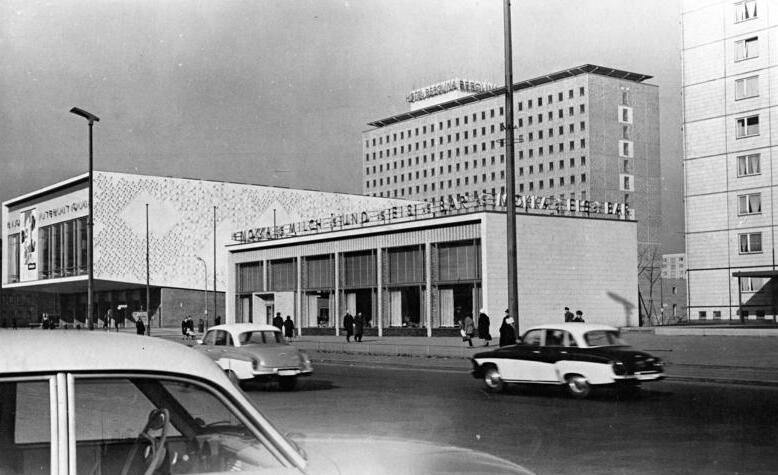
„Mokka-Milch-und-Eis-Bar“ 1964

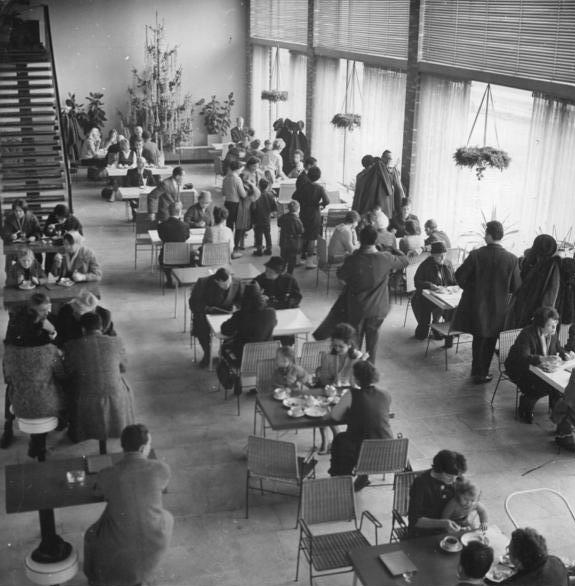
Innenansicht 1963

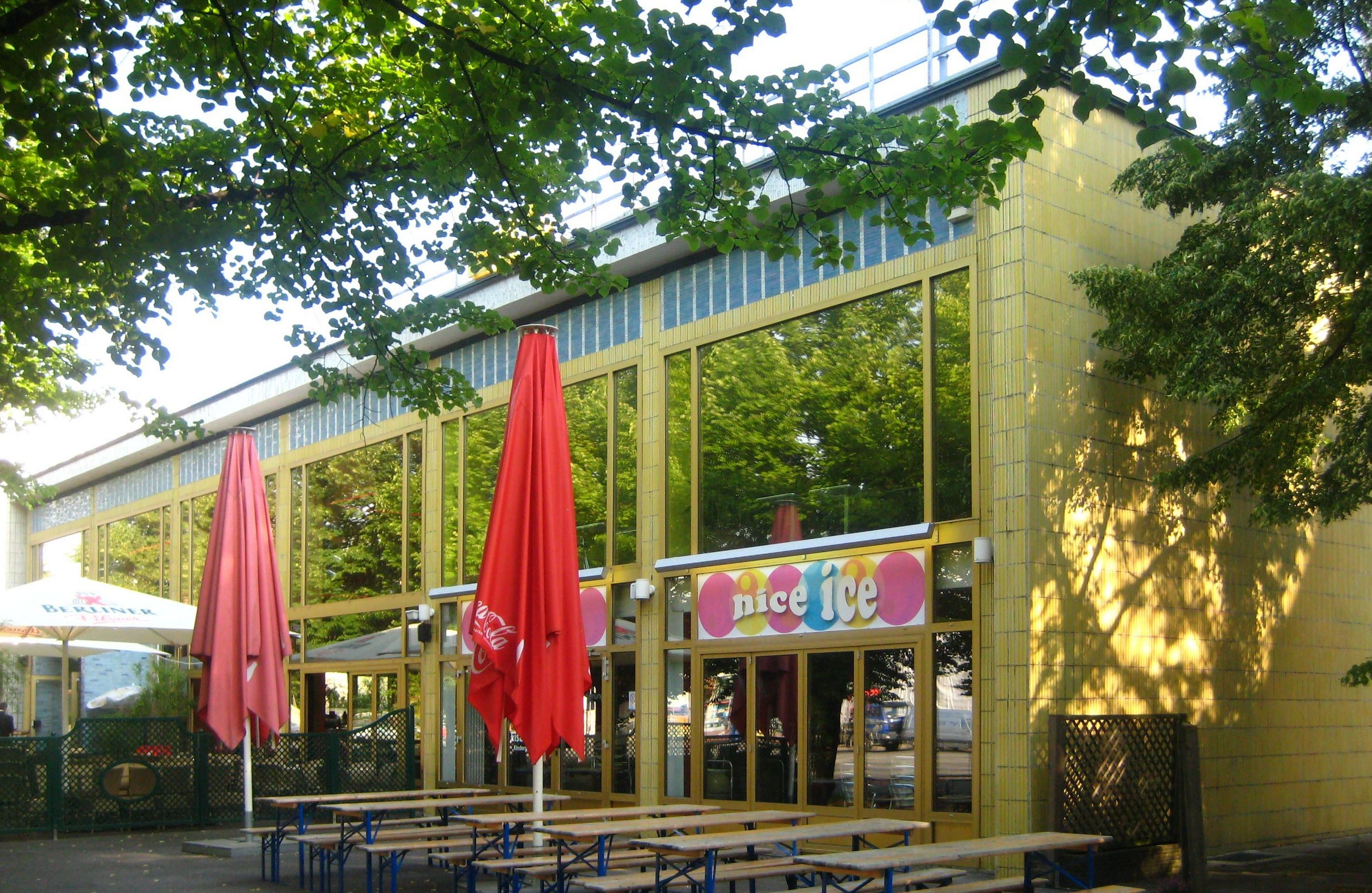
Das Gebäude im Jahr 2009

Die Mokka-Milch-und-Eis-Bar, auch Mokka-Milch-Eisbar genannt, war ein Eiscafé in der Berliner Karl-Marx-Allee.

## Geschichte und Architektur
Das Gebäude ist ein Bestandteil des zweiten Bauabschnitts der Karl-Marx-Allee, die als Stalinallee neu aufgebaut und 1961 umbenannt wurde. Mit dieser Erweiterung von 1961 bis 1964 unter der künstlerischen Gesamtleitung von Josef Kaiser wurde die Allee von Berlin-Friedrichshain aus in das Gebiet von Berlin-Mitte verlängert. Die Mokka-Milch-und-Eis-Bar wurde von Walter Franek als einer von fünf analogen Pavillons entworfen. Die flach gedeckten Hallenbauten mit offenem Galeriegeschoss im Innern sind an den Außenwänden einheitlich mit gelben Keramikplatten verkleidet. Das Kino International und das Café Moskau bilden zusammen mit dieser verteilten Gebäudegruppe ein in den Wohnkomplex integriertes Ensemble. Dazu gehörte bis 1996 auch das Hotel Berolina, nach dessen Abriss an seiner Stelle das sehr ähnlich gehaltene Rathaus Mitte entstand. Die Bauten sollten einen neuen Akzent in sozialistischer Baukultur setzen, die sich nun mehr an internationaler moderner Architektur orientierte und gleichzeitig erheblich billigeres Bauen ermöglichte.
Die Mokka-Milch-und-Eis-Bar – an der Nordseite der Allee mit der postalischen Anschrift Karl-Marx-Allee 35 – wurde besonders ab den 1980er Jahren, als dort auch Diskotheken veranstaltet wurden, ein beliebter Treffpunkt für Jugendliche, genannt „Mokke“. Ende der 1960er Jahre wurde sie durch einen Schlagertitel von Thomas Natschinski landesweit bekannt. Er besang mit seiner Gruppe die „Mokka-Milch-Eisbar“ als einen Treffpunkt für die Jugend. In der Folge gab es Nachahmer mit gleichen Namen in anderen Städten.
Nach fast 30 Jahren wurde die Einrichtung in der Wendezeit geschlossen. Ab 1993 erfuhr das Gebäude weitere Nutzungen durch das Restaurant Alberts mit dem darunter liegenden Nachtclub A-Lounge. 1995 eröffnete nebenan die Kette Eis-Hennig eine neue Filiale. Im August 2019 stellte das Alberts im Zuge von umfangreichen Straßenerneuerungen seinen Betrieb ein. Nach einer umfangreichen denkmalgerechten Sanierung wird das Gebäude ab November 2024 als Büroraum vermietet.